# Mistrzostwa Ameryki Południowej w Lekkoatletyce 1924
3. Mistrzostwa Ameryki Południowej w Lekkoatletyce – zawody lekkoatletyczne, które odbyły się w stolicy Argentyny, Buenos Aires. W zawodach uczestniczyli tylko mężczyźni. Rywalizacja miała miejsce w dniach 17 do 22 kwietnia 1924.

## Wyniki
| Konkurencja                 | 1. miejsce           | Wynik    | 2. miejsce          | Wynik     | 3. miejsce          | Wynik   |
| --------------------------- | -------------------- | -------- | ------------------- | --------- | ------------------- | ------- |
| 100 m                       | Miguel Enrico        | 10.9     | Augusto de Negri    | ?         | Luis Miguel         | ?       |
| 200 m                       | Félix Escobar        | 22.1     | Luis Miguel         | ?         | Roberto García      | ?       |
| 400 m                       | Félix Escobar        | 49.4     | Francisco Dova      | 49.4      | Federico Brewster   | ?       |
| 800 m                       | Francisco Dova       | 2:02.9   | Alfredo Iglesias    | ?         | −                   | −       |
| 1500 m                      | Víctor Moreno        | 4:11.9   | Luis Decouvieres    | 4:13.0    | Juan Baeza          | ?       |
| 3000 m                      | Manuel Plaza         | 8:56.3   | −                   | −         | −                   | −       |
| 5000 m                      | Manuel Plaza         | 15:37.2  | Juan Baeza          | ?         | Luis Celis          | ?       |
| 10 000 m                    | Manuel Plaza         | 32:19.8  | Juan Bravo          | 33:04.5   | Luis Celis          | 33:12.8 |
| 110 m ppł                   | Guillermo Newbery    | 15.8     | Otto Dietsch        | ?         | Leandro Gómez       | ?       |
| 400 m ppł                   | Humberto Lara        | 56.2     | Enrique Thompson    | ?         | Carlos Müller       | ?       |
| Skok wzwyż                  | Valerio Vallanía     | 1.80     | Hernán Orrego       | 1.75      | Carlos Fernández    | 1.70    |
| Skok o tyczce               | Jorge Haeberli       | 3.60     | Ernesto Goycolea    | 3.50      | Roberto Holm        | 3.50    |
| Skok w dal                  | Ramiro García        | 6.63     | Luis Brunetto       | 6.63      | Juan Felitto        | 6.41    |
| Trójskok                    | Luis Brunetto        | 14.64    | Alfredo Miserere    | 13.72     | Ángel Colombo       | 13.55   |
| Pchnięcie kulą              | Domingo Minetti      | 12.74    | Benjamín Acevedo    | 12.49     | Jorge Llobet Cullen | 12.46   |
| Rzut dyskiem                | David Martín Estévez | 38.34    | Héctor Benapres     | 37.81     | Jorge Llobet Cullen | 36.83   |
| Rzut młotem                 | Alfredo Wismer       | 41.61    | Jorge Llobet Cullen | 40.39     | Luis Romana         | 39.50   |
| Rzut oszczepem              | Arturo Medina        | 53.70    | José Jiménez        | 50.18     | Guillermo Newbery   | 48.45   |
| Dziesięciobój               | Enrique Thompson     | 5876.665 | Guillermo Newbery   | 5851.6975 | Benjamín Acevedo    | ?       |
| Sztafeta 4 x 100 m          | Argentyna            | 42.9     | Urugwaj             | ?         | Chile               | ?       |
| Sztafeta 4 x 400 m          | Argentyna            | 3:23.4   | Chile               | ?         | Urugwaj             | ?       |
| 3000 m drużynowo            | Chile                | ?        | −                   | −         | −                   | −       |
| Bieg przełajowy – ok. 15 km | Manuel Plaza         | 58:17.3  | Juan Baeza          | ?         | Víctor Moreno       | ?       |

## Tabela medalowa zawodów
| Pozycja | Państwo   |    |    |   | Łącznie |
| ------- | --------- | -- | -- | - | ------- |
| 1       | Argentyna | 13 | 9  | 7 | 29      |
| 2       | Chile     | 9  | 10 | 8 | 27      |
| 3       | Urugwaj   | 1  | 2  | 5 | 8       |